# احمد بن شعیب نسائی
احمد بن شعیب نسائی (حافظ ابی عبدالرحمن احمد بن شعیب بن علی بن بحر الخراسانی النسائی) معروف به امام نسائی، نویسندهٔ کتاب سنن نسائی است که یکی از صحاح سته است. وی متولد ۲۱۴ یا ۲۱۵ هجری در شهر نسا در نزدیکی مرو در خراسان بوده‌است. او در طلب حدیث به عراق و حجاز و شام و مصر مسافرت نمود و مدت زیادی را در مصر به‌ سر برد و در نهایت در دمشق سکنی گزید.
تألیف او موسوم به سنن است که در جزئیات شرایع و احکام اطلاعات مفیدی به دست آورده‌است. وی در سال ۳۰۳ هجری قمری درگذشت.

## ضدیت با امویان
امام ذهبی در سیر اعلام و النبلا از او نقل می‌کند که فرمودند: «موقعی که به دمشق رفتم به علت تبلیغات سوء امویان، مردم از امام علی کرم الله وجهه به بدی یاد می‌کردند و از او روی گردان بودند، تصمیم گرفتم کتاب «خصائص امام علی علیهم السلام» را تصنیف کنم امید داشتم خداوند آنان را هدایت کند».

## مشرب رجالی
ایشان در علم رجال از مشددین بود و بسیاری از راویان از جمله ابو حنیفه را تضعیف کرده‌است.

## وفات
درسال وفات نسائی، بین منابع، چندان اختلافی به چشم نمی‌خورد و عموما سال وفات او را سال ۳۰۳ ق، نوشته‌اند.